# Леклабар, Жан-Клод
Жан-Клод Леклабар (фр. Jean-Claude Leclabart) — французский политик, бывший депутат Национального собрания Франции.

## Биография
Родился 4 декабря 1954 г. в посёлке Лавард-Може-л'Ортуа (департамент Сомма) в крестьянской семье. Обучался в частных учебных заведениях региона Амьенуа, занимался производством и продажей сельскохозяйственной продукции. В 2016 году вышел на пенсию.
В 1997 году Жан-Клод Леклабар был избран мэром поселка Ла-Фалуаз с населением 250 человек. В 2001 году он был избран президентом сообщества коммун Валь де Нуа, объединяющего двадцать шесть сельских коммун в районе Амьена, и занимал этот пост до 2016 года. За время его работы была существенно усовершенствована сельская инфраструктура, построены спортивные залы и детские сады, открылись новые предприятия и гостиницы. Активный сторонник внедрения цифровых технологий в сельской местности, в 2013 году он стал президентом общества Somme-Numérique и занимал его до 2016 года.
В 2016 году во время праймериз правых поддерживал кандидатуру Брюно Ле Мэра, а после его поражения вместе с ним перешел в ряды сторонников Эмманюэля Макрона. На выборах в Национальное собрание 2017 г. стал кандидатом партии «Вперёд, Республика!» по 4-му избирательному округу департамента Сомма и одержал победу, получив 58,04 % голосов во 2-м туре. После этого, из-за запрета совмещения мандатов, ушел в отставку с поста мэра Ла-Фалуаза. В Национальном собрании стал членом Комиссии по устойчивому развитию и территориальному планированию и Комиссии по европейским делам. Участвовал в разработке Закона о сбалансированности торговых отношений в сельскохозяйственном и продовольственном секторах, планировании национальной автомагистрали N25.
На выборах в Национальное собрание в 2022 году Жан-Клод Леклабар  вновь был выдвинут кандидатом в депутаты по 4-му округу департамента Сомма от президентского большинства, но потерпел поражение от кандидата Национального объединения Жана-Филиппа Танги.

## Занимаемые должности
1997 — 30.06.2017 — мэр коммуны Ла-Фалуаз 

21.06.2017 — 21.06.2022 — депутат Национального собрания Франции от 4-го избирательного округа департамента Сомма